# Aleksandr Litwinienko
Aleksandr Walterowicz Litwinienko (ros. Александр Вальтерович Литвиненко; ur. 4 grudnia 1962 w Woroneżu, zm. 23 listopada 2006 w Londynie) – podpułkownik KGB/FSB, emigrant rosyjski, występował przeciw polityce prowadzonej przez prezydenta Rosji Władimira Putina, szczególnie w odniesieniu do Czeczenii.

## Życiorys
W 1988 rozpoczął pracę w kontrwywiadzie wojskowym (Trzeci Zarząd Główny KGB ZSRR), od 1991 służył w centrali FSB także w kontrwywiadzie wojskowym. Za skuteczną działalność w zwalczaniu przestępczości zorganizowanej został uhonorowany tytułem weterana MUR-u (Wydziału Kryminalnego milicji moskiewskiej). W 1997 został przeniesiony do najtajniejszego w FSB Zarządu ds. rozpracowania organizacji przestępczych na stanowisko starszego współpracownika operacyjnego i zastępcy naczelnika VII wydziału.
W listopadzie 1998 na konferencji prasowej ujawnił, że wydawano mu rozkazy sprzeczne z prawem (nakaz zamordowania Borisa Bieriezowskiego). W marcu 1999 został aresztowany i umieszczony w areszcie śledczym moskiewskiego więzienia Lefortowo. Sprawa sądowa zakończyła się uniewinnieniem, jednak, tuż po opuszczeniu sali sądowej, został ponownie aresztowany przez FSB z innego oskarżenia, które ostatecznie zostało zamknięte bez rozpoczęcia postępowania sądowego. W związku z tym, został zwolniony z aresztu. Musiał podpisać przy tym zobowiązanie do nieopuszczania kraju. Natychmiast rozpoczęto przeciwko niemu kolejne śledztwo. Działania władz Rosji skłoniły go do opuszczenia kraju, wbrew podpisanemu zobowiązaniu, przy pomocy prezesa Fundacji Swobód Obywatelskich Aleksandra Goldfarba. W maju 2001 uzyskał azyl polityczny w Wielkiej Brytanii. Litwinienko nie wyjechał z pustymi rękami, zabrał ze sobą dokumenty i nagrania, które kompromitowały zarówno FSB jak i ówczesnego prezydenta Rosji Władimira Putina. FSB od razu wpisało go na listę zbiegów, podwójnych agentów i zdrajców. W 2002 roku wydał książkę Przestępcy z Łubianki ( ros. Лубянская преступная группировка, ang. Criminal gang from Lubyanka). Litwinienko pisał w niej o przekształceniu rosyjskich służb bezpieczeństwa w organizację przestępczą i terrorystyczną,  która parała się m.in. korupcją, uprowadzeniami dla okupu, zabójstwami na zlecenie.Książka została wycofana ze sprzedaży w Rosji na polecenie FSB.  
W napisanej z Jurijem Fielsztinskim książce Wysadzić Rosję (ang. FSB blows up Russia, ros. ФСБ взрывает Россию, (w 2002 powstał film dokumentalny o tym samym tytule) podał wersję o tym, że zamachy terrorystyczne w 1999 r. na budynki mieszkalne w Moskwie i Wołgodońsku były przygotowane i przeprowadzone przez agentów FSB w celu zrzucenia odpowiedzialności na Czeczenów i uzyskania tym samym casus belli wznowienia wojny czeczeńskiej.

## Otrucie

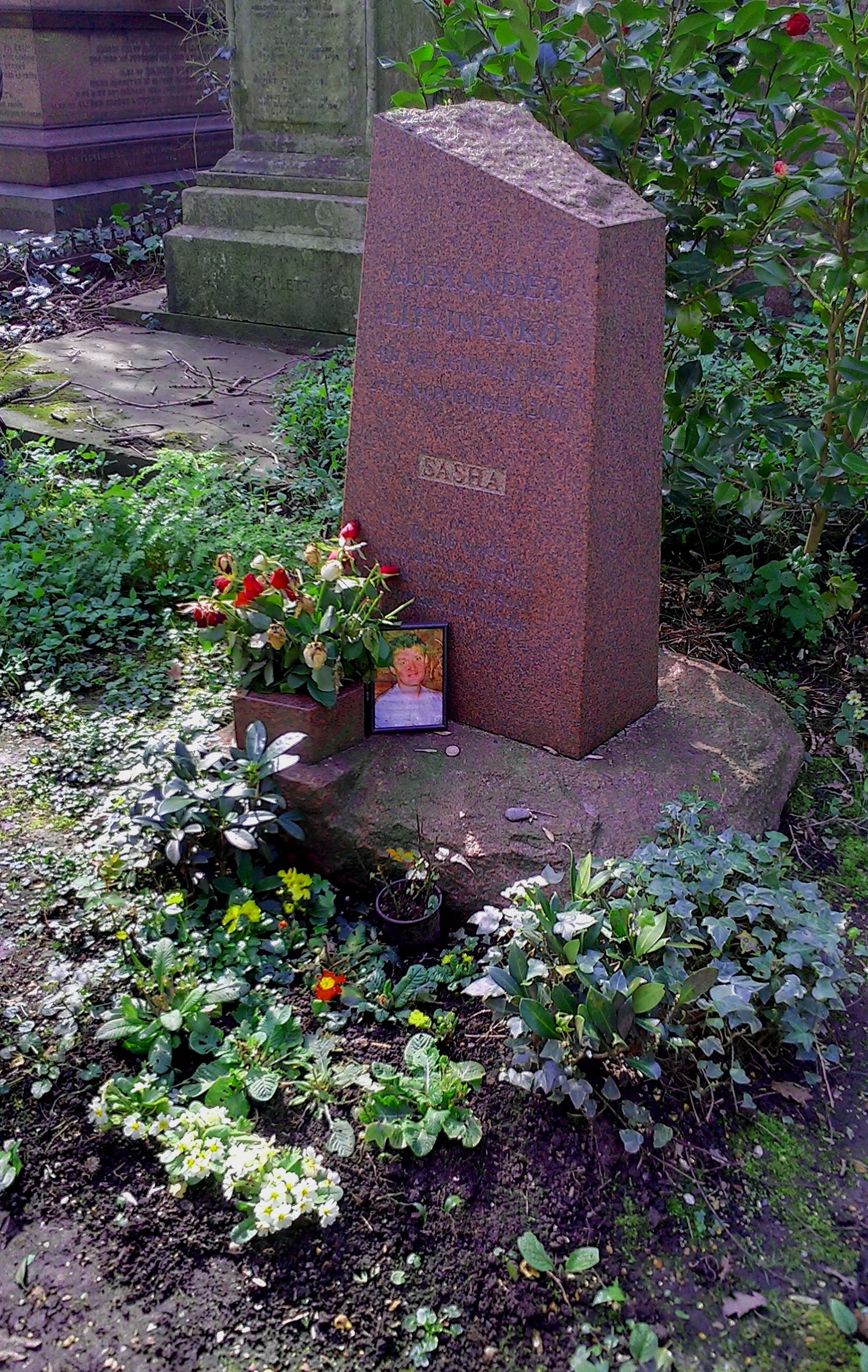
Grób Aleksandra Litwinienki na cmentarzu w Highgate w północnym Londynie.

1 listopada 2006, w okresie, kiedy prowadził dochodzenie w sprawie śmierci Anny Politkowskiej, nagle źle się poczuł. Objawy można było przypisywać zatruciu. Wcześniej, Litwinienko jadł lunch w londyńskiej restauracji serwującej sushi Itsu ze swoim włoskim znajomym Mario Scaramellą, członkiem Komisji Mitrochina, która starała się naświetlić infiltrację włoskiego życia politycznego przez KGB. Scaramella twierdził, że posiada ważne informacje dotyczące kulisów zabójstwa Politkowskiej, które przekazał Litwinience. Pojawiły się też informacje, że przed lunchem spotkał się ze znajomym z czasów pracy w FSB Andriejem Ługowojem i nieznanym mu osobnikiem przedstawionym jako Władimir, który był małomówny, ale nalegał na wypicie wspólnie herbaty.
Oleg Gordijewski, inny pułkownik KGB, który zbiegł do Wielkiej Brytanii, dobry znajomy Litwnienki, powiedział w wywiadzie dla BBC, że uważa, że na spotkaniu w mieszkaniu jego rosyjskiego przyjaciela, tuż przed spotkaniem w restauracji serwującej sushi, Litwinience została podana szklanka zatrutej herbaty.
Litwinienko, w ciężkim stanie, trafił do szpitala, z którego wyszedł po kilku dniach. Wrócił jednak do szpitala z objawami ciężkiego zatrucia nieznaną substancją.
Scotland Yard prowadził dochodzenie w sprawie otrucia Litwinienki. Początkowo lekarze podejrzewali infekcję, następnie zatrucie pokarmowe, a później (prof. John Henry), że użytą trucizną były związki talu, które bywały dawniej stosowane w trutkach na szczury. Do objawów zatrucia talem należą wyłysienie i uszkodzenie nerwów obwodowych. Litwinienko przebywał na leczeniu pod strażą w University College Hospital w Londynie. Zmarł w nocy z 23 na 24 listopada 2006.
24 listopada brytyjskie służby medyczne podały, że w organizmie Litwinienki nie znaleziono talu, ale silnie radioaktywny i toksyczny izotop polonu 210. Polon został mu podany w herbacie. W liście pożegnalnym, skierowanym do przyjaciela, Aleksandra Goldfarba, Litwinienko odpowiedzialnością za swoje otrucie obarczył ówczesnego prezydenta Rosji Władimira Putina. 7 grudnia 2006 został pochowany na cmentarzu Highgate Cemetery w Londynie.
W styczniu 2016 BBC podało wyniki brytyjskiego śledztwa, które stwierdziło, że „prezydent Putin prawdopodobnie zatwierdził morderstwo Litwinienki”, motywem miała być wzajemna niechęć na gruncie osobistym. Strona rosyjska odrzuciła i nie zaakceptowała wniosków płynących z przedmiotowego dochodzenia, twierdząc, że zostało ono upolitycznione.